# Jan Struijs
Jan Albert Struijs (Vlaardingen, 8 augustus 1961) is een politiefunctionaris en docent en was van 2016 tot 1 december 2023 voorzitter van de Nederlandse Politiebond (NPB). Daarvoor was hij 33 jaar lang actief in verschillende functies binnen de politie.

## Loopbaan
Na zijn militaire dienstplicht bij de landmacht begon Struijs in 1980 als agent bij de toenmalige gemeentepolitie Rotterdam. Drie jaar later volgde de overstap naar de recherche, waar hij na vier jaar een leidinggevende positie kreeg op bureau Marconiplein. In 1990 stapte hij over naar de Criminele Inlichtingendienst (CID) van de politieregio Rotterdam-Rijnmond. Deze functie combineerde hij met lesgeven aan politiemedewerkers in opleiding. Tussen 1994 en 2008 vervulde Jan Struijs meerdere leidinggevende functies binnen de politie, waaronder chef van een basiseenheid, hoofd Bureau Interne Zaken, (plaatsvervangend) diensthoofd Executieve Ondersteuning en (plaatsvervangend) diensthoofd Zeehavenpolitie. Zijn sociale inslag en zorg leverde Jan Struijs in zijn Rotterdamse tijd de bijnaam ‘rode commissaris’ op. In 2008 werd Struijs programmadirecteur van de Politieacademie. Vanaf 2013 was Struijs hoofd Vakspecialistisch Politieonderwijs en stuurde hij binnen de Politieacademie de ontwikkeling en innovatie van de politieopleidingen aan. In 2013 werd gemeld dat hij op non-actief werd gesteld in verband met een intern onderzoek.

## Nederlandse politiebond
Op 24 mei 2016 werd hij tijdens het NPB-congres gekozen tot bondsvoorzitter. Tevens werd hij voorzitter van FNV Veiligheid. Struijs is vanaf het begin van zijn carrière binnen de politie in 1980 lid van de NPB. Per 1 december 2023 nam hij afscheid als voorzitter. Zijn functie werd overgenomen door Nine Kooiman.

## Boek
Over zijn neef de verzetsstrijder Arie Struijs schreef Struijs een boek, Overleven onder een andere orde dat diens achtergronden en de ware toedracht van zijn gewelddadige dood beschrijft.

## Politiek
In augustus 2025 werd Struijs door het partijbestuur van 50PLUS voorgedragen als de nieuwe lijsttrekker van de partij voor de Tweede Kamerverkiezingen van 29 oktober dat jaar.